# Compagnie du chemin de fer de Paris à Orléans
La Compagnie du chemin de fer de Paris à Orléans (PO) era un'antica società ferroviaria privata della Francia. Nel 1934 si fuse con la Compagnie du Chemin de Fer du Midi formando la Chemin de Fer de Paris à Orléans et du Midi (PO-Midi). Nel 1938 fu nazionalizzata divenendo parte della Société nationale des chemins de fer français (SNCF).

## Storia

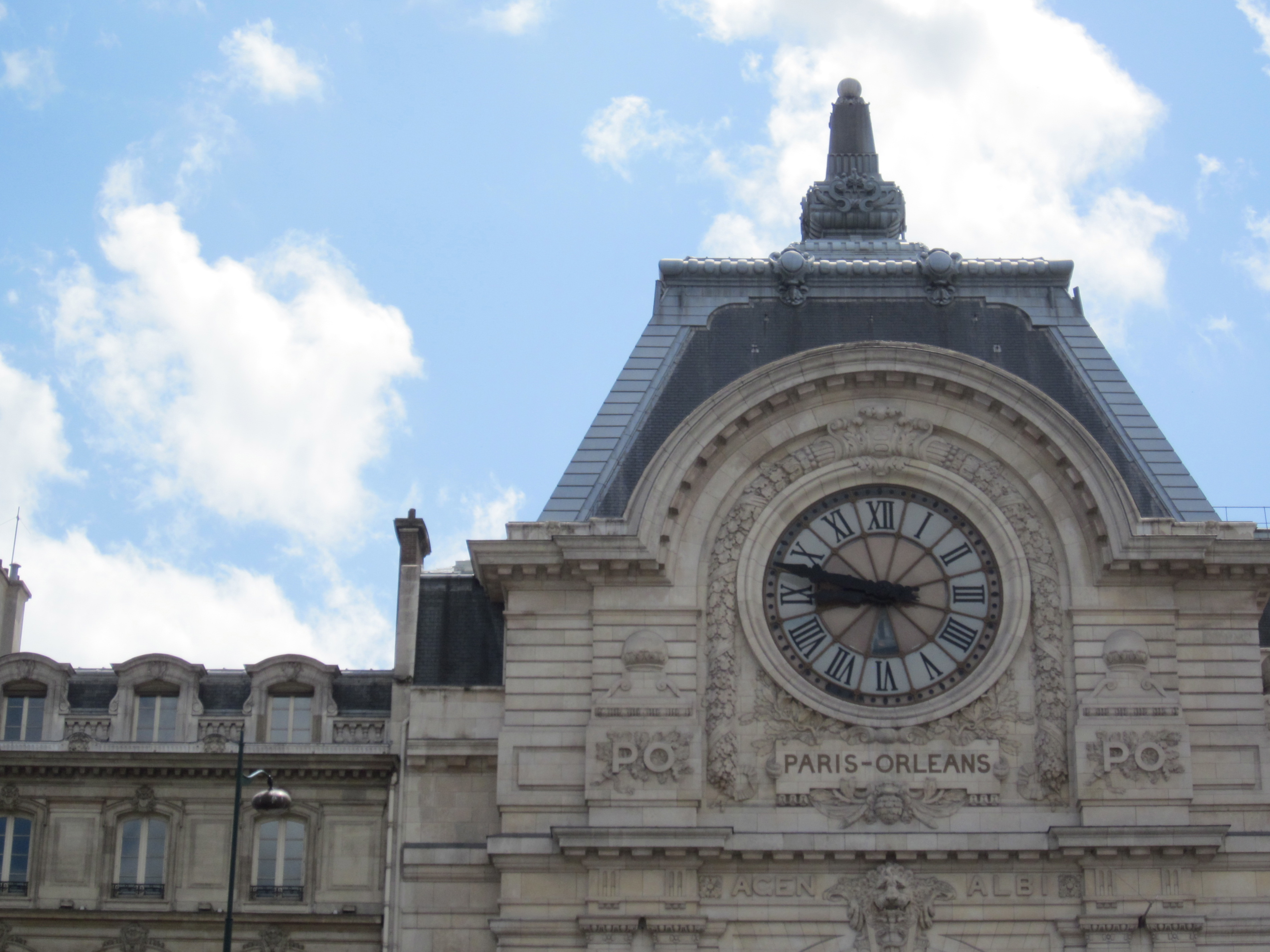
Frontespizio del Musée d'Orsay antica stazione (Gare d'Orsay) della Chemin de fer de Paris à Orléans

La società venne fondata a Parigi il 13 agosto del 1838 con un capitale iniziale di 40 milioni di franchi dell'epoca; ottenne la concessione per 70 anni per la costruzione e l'esercizio della ferrovia tra Parigi e Orléans che venne raggiunta il 2 maggio del 1843. La linea, della lunghezza di 114 km, fu al suo tempo la più lunga linea della Francia.
All'inizio del 1852, con l'aiuto dello Stato, la società acquisì la Compagnie du Centre, la Compagnie du chemin de fer de Tours à Nantes e la Compagnie du chemin de fer d'Orléans à Bordeaux e l'anno dopo, nel 1853 anche la Compagnie du chemin de fer de Paris à Sceaux raggiungendo la sua massima espansione. Tra il 1852 e il 1934 fu infatti la seconda più grande compagnia ferroviaria privata francese. Dalla stazione di Parigi, Gare d'Austerlitz, la rete si estendeva nel territorio della Loira e della Garonna fino a Orléans e a Tours. Da qui le diramate raggiungevano Vendôme, Le Mans e la costa atlantica di Angers, Nantes, Saint Nazaire, Landerneau, sud di Villefranche, Clermont-Ferrand e Tolosa, sud-ovest di Poitiers, Angoulême, Bordeaux.

## La rete nel 1912
| Rete                                  | Lunghezza (km) |
| ------------------------------------- | -------------- |
| Rete iniziale                         | 5116           |
| Linee acquisite a scartamento normale | 2351           |
| Linee acquisite a scartamento ridotto | 323            |
| Rete totale                           | 7790           |

Nel 1934 la PO si fuse con la Chemin de Fer du Midi assumendo il nuovo nome di Chemin de Fer de Paris à Orléans et du Midi (PO-Midi). Con la fusione la rete PO-Midi aveva raggiunto i 12.000 km.
Il 1º gennaio 1938 tuttavia venne nazionalizzata assieme ad altre cinque compagnie confluendo nella nuova Société nationale des chemins de fer français (SNCF).
Alla fine della seconda guerra mondiale il ramo francese del gruppo bancario Rothschild rilevò il pacchetto azionario di maggioranza della vecchia società Paris Orléans trasformandolo in una holding company economica che includeva la Banque Rothschild, la immobiliare SGIM, il gruppo assicurativo SIACI, la compagnia petrolifera Francarep e la vinicola SGDBR.
Dopo la nazionalizzazione della Banque Rothschild nel 1982 la sezione bancaria della holding divenne Parigi-Orléans SA, l'anno successivo Parigi-Orleans Gestion e poi Rothschild & Cie Banque.